# Nakahara Hikaru
Nakahara Hikaru (sinh ngày 8 tháng 7 năm 1996) là một cầu thủ bóng đá người Nhật Bản.

## Sự nghiệp câu lạc bộ
Nakahara Hikaru hiện đang chơi cho Roasso Kumamoto.